# Denys Baptiste
Denys Baptiste (Londen, 14 september 1969) is een Britse jazzsaxofonist. Baptiste werd geïnspireerd door John Coltrane.
Baptiste leerde muziekmaken op dertienjarige leeftijd op school, en in 1990 startte hij een studie aan het West London Institute. In 1992 vervolgde hij zijn muzikale studie aan de London's Guildhall School of Music, waar hij les kreeg van Jean Toussaint. Gary Crosby vroeg hem om in zijn band Nu Troop te komen spelen.

## Discografie

### Albums
- Be Where You Are, 1999
- Alternating Currents, 2001
- Let Freedom Ring!, 2003
- The Late Trane, 2017

- Gemeinsame Normdatei: 135208432
- Library of Congress Control Number: n2018020283
- MusicBrainz: f423f82e-8f61-4563-952b-f4b7c05eb9f8
- Nationale Bibliotheek van Tsjechië: xx0227824
- Virtual International Authority File: 80031973
- WorldCat: E39PBJfRGfwgT8VCfdXGq6dPcP